# Јоичиро Какитани
Јоичиро Какитани (јап. 柿谷 曜一朗; 3. јануар 1990) јапански је фудбалер.

## Каријера
Током каријере играо је за Серезо Осаку, Токушиму Вортис, Базел.

## Репрезентација
За репрезентацију Јапана дебитовао је 2013. године. Са репрезентацијом Јапана наступао је на једном Светском првенству (2014. године). За репрезентацију је одиграо 18 утакмица и постигао 5 голова.

## Статистика
| Јапан  | Јапан | Јапан |
| Год.   | Ута.  | Гол.  |
| ------ | ----- | ----- |
| 2013   | 9     | 4     |
| 2014   | 9     | 1     |
| Укупно | 18    | 5     |